# Zeuctoboarmia ingens
Zeuctoboarmia ingens là một loài bướm đêm trong họ Geometridae.